# Шавес, Артур
Арту́р Ларгу́ра Ша́вес (порт.-браз. Arthur Largura Chaves; род. 29 января 2001, Флорианополис) — бразильский футболист, защитник немецкого клуба «Хоффенхайм».

## Клубная карьера
Чавеш — воспитанник клуба «Аваи». 4 апреля 2021 года в поединке Лиги Катариненсе против «Метрополитано» Артур дебютировал за основной состав. 20 мая в матче против «Коритибы» он дебютировал в бразильской Серии B. По итогам сезона игрок помог клубу выйти в элиту. 11 апреля 2022 года в матче против «Америка Минейро» он дебютировал в бразильской Серии A. 24 июля в поединке против «Фламенго» Артур забил свой первый гол за «Аваи».
Летом 2022 года Чавеш перешёл в португальский «Академику де Визеу». 27 августа в матче против «Тондела» он дебютировал в Сегунда лиге. 9 октября в поединке против ковильянского «Спортинга» Артур забил свой первый гол за «Академику де Визеу».

## Международная карьера
В 2023 году в составе олимпийской сборной Бразилии Чавеш стал победителем Панамериканских игр в Чили. На турнире он сыграл в матчах против команд США, Колумбии, Гондураса, Мексики и Чили.

## Достижения
Клубные
 «Аваи»
- Победитель Лиги Катариненсе — 2021

Международные
 Бразилия (до 23)
- Победитель Панамериканских игр — 2023